# أشفا بنزينبيرج شتاين
أشفا بنزينبيرج شتاين هي مهندسة معمارية للمناظر الطبيعية، والمديرة المؤسسة لشركة هندسة وتصميم المناظر الطبيعية بنزينبيرج شتاين أسوشيتس. وهي أيضًا المدير المؤسس لبرنامج الدراسات العليا في هندسة المناظر الطبيعية في سيتي كوليدج في نيويورك سبيتزر للهندسة المعمارية.

## الخلفية والتعليم
نشأت شتاين في إسرائيل خارج تل أبيب. جاءت إلى الولايات المتحدة عام 1965م للدراسة في جامعة كاليفورنيا بيركلي، حيث حصلت على بكالوريوس الآداب في هندسة المناظر الطبيعية. وواصلت دراستها للحصول على درجة الماجستير في هندسة المناظر الطبيعية من معهد ماساتشوستس للتكنولوجيا وجامعة هارفارد.

## عمل احترافي
أسست شتاين برنامج الدراسات العليا في هندسة المناظر الطبيعية في كلية مدينة نيويورك عام 2005. حصلت على جائزة مدرس العام في سيتي كوليدج للعام الدراسي 2011-2012م. كما عملت أيضًا مديرة لمركز سيتي كوليدج للهندسة المعمارية. شتاين هي أيضًا مديرة رئيسية في شركة بنزينبيرج شتاين أسوشيتس وزميلة الجمعية الأمريكية لمهندسي المناظر الطبيعية. يركز عملها في التصميم على ضمان استجابة الهياكل التي يبنيها الإنسان للبيئة الطبيعية وعدم هيمنتها.
كما أنها تركز على العمل مع المجتمعات لإنشاء تصميمات تراعي المجتمع. من الأمور ذات الأهمية الخاصة، بالنسبة لها التصميم الذي يعالج الدمار الذي نتج عن التخطيط السابق، يمكن أن يكون التجديد الحضري مثالاً على هذا التدمير.
يعتبر العمل الأكاديمي والتصميمي لـشتاين بالفعل ملحوظًا في مجال التصميم الذي يقوده المجتمع. قامت هي ونورمان ميلار بتوثيق استخدام الزراعة الحضرية في أحياء المدينة الداخلية لمنفعة المجتمع. استخدمت هي وميلار هذه الطريقة في «نوافذ الفرص»، وهو برنامج أنشأوه في لوس أنجلوس.
في البرنامج، تصبح المناطق الشاغرة مثل مواقف السيارات والأماكن الصناعية السابقة مساحات للعب وحدائق حضرية غير غذائية وحقول شمسية. استخدمت المجتمعات البرنامج لإنشاء مناظر طبيعية تلبي احتياجاتهم بشكل مباشر. وفي عام 1995م، أسست شتاين تصميمها لحدائق أوهورو في شرق لوس أنجلوس مباشرة على مدخلات المجتمع، بما في ذلك الرغبات المعلنة لغابة صغيرة، وشجرة الحرية، والتعليم في الهواء الطلق، وحديقة المجتمع، والسوق حيث يمكن للسكان المحليين بيع المنتجات، ومنطقة غابات أفريقية بها بركة. بالنسبة لأعمالها، حصلت على جائزة خدمة المجتمع من الجمعية الأمريكية لمهندس المناظر الطبيعية في عام 2010م.
جزء رئيسي آخر من العمل الأكاديمي لشتاين هو البحث في تصميم المناظر الطبيعية في الشرق الأوسط والبحر الأبيض المتوسط. شتاين هي مؤلفة كتاب المغرب: ساحات وحدائق. يدرس الكتاب أنواعًا مختلفة من الحدائق المغربية، والمناظر الطبيعية الزراعية، وحدائق المساجد والمدارس، والحدائق السكنية، ويستكشف كيف يساهم تاريخ المغرب، ومزيج الثقافات، والمناظر الطبيعية في أشكال التصميم المشتركة.
بسبب بحثها، انضمت إلى الفريق الذي جمع «معارض جديدة لفن الأراضي العربية وتركيا وإيران وآسيا الوسطى وجنوب آسيا لاحقًا» في متحف المتروبوليتان للفنون في عام 2011م. تركز دورها في المقام الأول على توجيه بناء فناء مغربي من القرن الرابع عشر داخل المتحف. كما درست دور الأشجار المقدسة في المناظر الطبيعية للأضرحة التاريخية في شمال إسرائيل واقترحت طرقًا للحفاظ عليها؛ وتم الاستشهاد بها في أعمال أخرى عن دور الأشجار في ثقافات إسرائيل التاريخية.

### المنشورات الرئيسية
المغرب: الساحات والحدائق (مطبعة موناسيلي، 2007)
«نوافذ الفرص: إعادة برمجة المساحة الحضرية المتبقية.» مجلة المناظر الطبيعية 17 (إصدار خاص، 1998م): 8-11. (مع نورمان ميلار)
«حدائق ومتنزهات أوهورو». هندسة المناظر الطبيعية 82، رقم 6 (1992م): 55-61.
«عناصر المناظر الطبيعية للمقام: الأماكن المقدسة لإسرائيل.» مجلة المناظر الطبيعية، المجلد. 6، رقم 2 (1987م): 123-131.

### جوائز مختارة
جائزة مدرس العام في كلية المدينة (2011-2012م)
جائزة «السا» 2010 لخدمة المجتمع
شهادة تقدير للخدمة المتميزة للمجتمع من مدينة لوس أنجلوس
جائزة جامعة جنوب كاليفورنيا للتميز في التدريس.